# Lepturges amabilis
Lepturges amabilis är en skalbaggsart som beskrevs av Bates 1863. Lepturges amabilis ingår i släktet Lepturges och familjen långhorningar. Inga underarter finns listade i Catalogue of Life.